# Anders Petter Loocrantz
Anders Petter Loocrantz, tidigare Andreasson, född 26 september 1855 i Långared, Älvsborgs län, död 20 juli 1937 i Alingsås, Älvsborgs län, var en svensk orgelbyggare.

## Biografi
Anders Petter Andreasson föddes på Loo i Långared och var son till hemmansägaren Andreas Pehrsson och Maria Andreasdotter. 1874 flyttar han till Stockholm och återkommer 1877. Han har då antagit efternamnet Loocrantz. Efter seminariestudier i Karlstad flyttade han 1884 till Ölserud i Värmland där han verkade som folkskollärare, klockare och organist. Han gifte sig första gången 1883 med Emma Augusta Norén och andra gången 8 maj 1899 med Berta Hultgren. År 1890 flyttade han till Alingsås landsförsamling och blev folkskollärare och klockare där. 1920 flyttade familjen till Alingsås stadsförsamling.

## Orgelverk
| År      | Ursprunglig kyrka         | Stift     | Bild | Manualer | Pedal        | Stämmor | Bevarad orgel/fasad | Övrigt |
| ------- | ------------------------- | --------- | ---- | -------- | ------------ | ------- | ------------------- | --- |
| 1905    | Skepplanda kyrka          | Göteborgs |      |          |              | 12      |                     | |
| 1905    | Edsleskogs kyrka          | Karlstads |      |          |              |         | Ja/Ja               | Pneumatisk orgel. Omdisponerad 1959 av E A Setterquist & Son, Örebro. Omdisponerad 1970 av Gunnar Carlsson, Borlänge. |
| 1906    | Sundals-Ryrs kyrka        | Karlstads |      |          |              |         | Ja/Ja               | Pneumatisk orgel. Omdisponerad 1959 av John Grönvall Orgelbyggeri, Lilla Edet.                                        |
| 1907    | Alingsås landskyrka       | Skara     |      |          |              | 13      |                     | |
| 1907    | Lena kyrka                | Skara     |      |          |              | 12      |                     | |
| 1913    | Södra Åsarps kyrka        | Göteborgs |      |          |              | 6       | Nej/Ja              | |
| 1913    | Gökhems kyrka             | Skara     |      |          |              | 7       |                     | |
| 1915    | Källunga kyrka            | Skara     |      | 1        | Självständig | 6       | Ja/Ja               | Pneumatisk orgel. |
| 1918    | Hovs kyrka                | Skara     |      |          |              | 6       |                     | |
| 1920    | Rångedala kyrka           | Skara     |      |          |              | 12      |                     | |
| 1921    | Botilsäters kyrka         | Karlstads |      | 2        | Självständig | 9       | Ja/Ja               | Pneumatisk orgel. |
| 1923    | Böne kyrka                | Skara     |      | 2        | Självständig | 10      | Ja/Ja               | Pneumatisk orgel. |
| ca 1925 | Missionskyrkan i Munkfors |           |      | 2        | Självständig | 9       | Ja/Ja               | Pneumatisk orgel. |